# Walter Kolarz
Walter Kolarz (ur. 26 kwietnia 1912 w Teplitz-Schonau, zm. 21 lipca 1962 w Londynie) – brytyjski sowietolog i historyk polsko-czeskiego pochodzenia. 

## Życiorys
Studiował na Uniwersytecie Karola w Pradze, a następnie przeniósł się do Berlina, aby pracować jako dziennikarz. Został jednak stamtąd wyrzucony w 1936 roku, przeniósł się do Paryża, potem do Londynu w 1940 roku. Znawca zagadnień komunizmu.

## Wybrane publikacje
- (współautor: Wenzel Jaksch) England and the last free Germans: the story of a rescue, London: Lincolns-Prager 1941.
- Stalin and eternal Russia, London: L. Drummond 1944.
- Myths and realities in Eastern Europe, London: Lindsay Drummond 1946.
- How Russia is Ruled, 1953.
- The Peoples of the Soviet Far East, 1954.
- L'empire colonial soviétique, Comité des nations opprimées par les Soviets 1954.
- La Russie et ses colonies, trad. de l'anglais par Jean Canu et Anne-Marie Canu, Paris: Fasquelle 1954.
- Religion and Communism in Africa, 1963.
- Communism and colonialism : essays, ed. by George Gretton,with an introd. by Edward Crankshaw, London: Macmillan 1964.
- Religion in the Soviet Union, London: Macmillian - New York: St Martin's Press 1966.
- Russia and her colonies, Hamden: Archon Books 1967.